# Équipe de Grèce de Fed Cup
L'équipe de Grèce de Fed Cup (en grec moderne : Εθνική Ελλάδας Φεντ Καπ) est l’équipe qui représente la Grèce lors de la compétition de tennis féminin par équipe nationale appelée Fed Cup (ou « Coupe de la Fédération » entre 1963 et 1994).
Elle est constituée d'une sélection des meilleures joueuses de tennis grecques du moment sous l’égide de la Fédération grecque de tennis.

## Résultats par année

### 1968 - 1969
- 1968 (5 tours, 23 équipes) : pour sa première participation, la Grèce s'incline au 1er tour contre la Pologne.
- 1969 (5 tours, 20 équipes) : la Grèce s'incline au 1er tour contre l’Indonésie.

### 1970 - 1979
- 1970 (5 tours, 22 équipes) : la Grèce s'incline au 1er tour contre les Pays-Bas.
- 1971 : la Grèce ne participe pas à cette édition organisée à Perth.
- 1972 (5 tours, 31 équipes) : la Grèce s'incline au 1er tour contre l’Allemagne de l'Ouest.
- 1973 (5 tours, 30 équipes) : la Grèce s'incline au 1er tour contre l’Afrique du Sud.
- 1974 - 1975 - 1976 : la Grèce ne participe pas à ces éditions.
- 1977 (5 tours, 32 équipes) : après une victoire au 1er tour contre le Portugal, la Grèce s'incline au 2e tour contre la France.
- 1978 - 1979 : la Grèce ne participe pas à ces éditions.

### 1980 - 1989
- 1980 : la Grèce ne participe pas à cette édition organisée à Berlin.
- 1981 (5 tours, 32 équipes) : la Grèce s'incline au 1er tour contre la Suisse.
- 1982 : la Grèce ne participe pas à cette édition organisée à Santa Clara.
- 1983 (qualifications + 5 tours, 39 équipes) : la Grèce s'incline au 1er tour contre le Mexique.
- 1984 (qualifications + 5 tours, 36 équipes) : après une victoire au 1er tour contre le Japon, la Grèce s'incline au 2e tour contre la Tchécoslovaquie.
- 1985 (qualifications + 5 tours, 38 équipes) : la Grèce s'incline au 1er tour contre la Tchécoslovaquie.
- 1986 (qualifications + 5 tours, 42 équipes) : la Grèce s'incline au 1er tour contre la Tchécoslovaquie.
- 1987 (qualifications + 5 tours, 42 équipes) : la Grèce s'incline au 1er tour contre la Bulgarie.
- 1988 (qualifications + 5 tours, 36 équipes) : la Grèce s'incline au 1er tour contre l’Argentine.
- 1989 (qualifications + 5 tours, 40 équipes) : la Grèce s'incline au 1er tour contre les États-Unis.

### 1990 - 1999
- 1990 (qualifications + 5 tours, 44 équipes) : après une victoire en qualifications contre  Malte, la Grèce s'incline au 1er tour contre la Nouvelle-Zélande.
- 1991 (qualifications + 5 tours + barrages, 56 équipes) : après une victoire au 1er tour des qualifications contre l’Irlande,  Malte au 2e tour des qualifications, la Grèce s'incline au 1er tour contre l’Allemagne. En play-offs, la Grèce s'incline contre le Danemark et la Nouvelle-Zélande.

- 1992 - 1993 - 1994 : la Grèce ne participe pas à ces éditions.

La compétition change de format à compter de 1995 : la Coupe de la Fédération devient Fed Cup.
- 1995 - 1996 - 1997 - 1998 - 1999 : la Grèce concourt dans les compétitions par zones géographiques.

### 2000 - 2009
- 2000 - 2001 - 2002 - 2003 - 2004 - 2005 - 2006 - 2007 - 2008 - 2009 : la Grèce concourt dans les compétitions par zones géographiques.

### 2010 - 2015
- 2010 - 2011 - 2012 - 2013 - 2014 - 2015 : la Grèce concourt dans les compétitions par zones géographiques.

## Bilan de l'équipe
Résultats des confrontations entre la Grèce et ses adversaires les plus fréquents (3 rencontres minimum dans les groupes mondiaux).
| # | Adversaires     | Rencontres | Victoires | Défaites | % victoires |
| - | --------------- | ---------- | --------- | -------- | ----------- |
| 1 | Tchécoslovaquie | 3          | 0         | 3        | 0 %         |

## Bilan des joueuses les plus sélectionnées
Ce bilan est calculé sur la base des rencontres officielles des groupes mondiaux et barrages I et II. Les rencontres des tableaux dits de « consolation » et celles par « zones géographiques » ne sont pas prises en compte. Les joueuses comptant moins de 5 sélections ne sont pas reprises dans le tableau.
| # | Joueuses               | De   | à    | Sélections | Matchs | Victoires | Défaites | % victoires |
| - | ---------------------- | ---- | ---- | ---------- | ------ | --------- | -------- | ----------- |
| 1 | Angelikí Kanellopoúlou | 1981 | 1991 | 16         | 28     | 9         | 19       | 32 %        |
| 2 | Christína Papadáki     | 1988 | 1991 | 7          | 11     | 2         | 9        | 18 %        |
| 3 | Dionissia Asteri       | 1968 | 1977 | 6          | 10     | 2         | 8        | 20 %        |
| 4 | Olga Tsarbopoulou      | 1983 | 1990 | 10         | 18     | 5         | 13       | 28 %        |